# کولگیوم پونتیفکس
کالج پونتیفکس، کالج پاپ‌ها (لاتین: Collegium Pontificum) نوعی انجمن و نهاد دینی و بدنه ای از ایالت روم باستان بود که اعضای آن بالاترین مقام کاهنان مذهبی دین در روم باستان بودند. این کالج متشکل از پونتیفکس ماکسیموس (کاهن اعظم) و  پونتیفکس‌های دیگر، رکس ساکروم، پانزده فلامن، و باکره‌های وستال بود. کالج پاپ یکی از چهار کالج بزرگ کاهنان رومی بود. در ابتدا مسئولیت آنها محدود به نظارت بر قربانی‌های عمومی و خصوصی بود، اما با گذشت زمان مسئولیت آنها افزایش یافت.